# Krivosheinoscopus bartai
Krivosheinoscopus bartai är en tvåvingeart som beskrevs av Jezek 2004. Krivosheinoscopus bartai ingår i släktet Krivosheinoscopus och familjen fjärilsmyggor.
Artens utbredningsområde är Tjeckien. Inga underarter finns listade i Catalogue of Life.